# Радуловці
Ра́дуловці (болг. Радуловци) — село в Софійській області Болгарії. Входить до складу общини Сливниця.

## Населення
За даними перепису населення 2011 року у селі проживали 38 осіб, усі — болгари.
Розподіл населення за віком у 2011 році:
Динаміка населення: